# سانت كاثرين (كيبك)
سانت كاثرين، كيبك (بالإنجليزية: Sainte-Catherine)‏ هي مدينة كندية تقع في مقاطعة كيبك. تبلغ مساحة هذه المدينة 9.5018 (كم²)، ويبلغ عدد سكانها 16211 نسمة حسب إحصاء سنة 2006 م، بينما كان يسكنها 15953 نسمة في سنة 2001 م. تحتل هذه المدينة المرتبة رقم 236 بين مدن كندا حسب عدد السكان والمرتبة رقم 63 في المقاطعة. النمو سكاني في هذه المدينة يقدر بـ(1.6).

## وصلات خارجية
- الأطلس الحكومي لكندا
- إحصاءات كندا مع ساعة تعداد السكان